# 설진영
설진영(薛鎭永, 1869년 ~ 1940년)은 구한말의 학자이자 의병이다. 본관은 순창이며 초명은 설진삼(薛鎭三), 자는 도홍(道弘), 호는 남파(南坡), 율재(栗齋)이다.
1895년(고종 32년) 명성황후가 시해되자 기우만을 따라 의병을 일으켜 장성ㆍ나주 등지에서 왜병과 싸웠다. 1940년 일제가 조선 민족 말살 정책의 일환으로 창씨개명을 강요하자 이를 거부하여 맹세코 성을 고치지 않겠다는 절명시(絶命詩) 2절과 유서를 남기고 우물에 투신하여 자결하였다.